# Supertrumpf
Supertrumpf oder Megatrumpf ist eine Variante des Kinderspiels Leben und Tod, die zum Beispiel mit Quartettspielkarten gespielt wird.
Da dieses Spiel besonders gerne mit Karten eines Autoquartetts gespielt wird, wird es häufig auch Autoquartett genannt.

## Die Spielregeln
Am Spiel können zwei oder mehr Personen teilnehmen. Die Karten werden gemischt und gleichmäßig unter den Spielern verteilt. Jeder Spieler hält seine Karten zu einem Päckchen gestapelt so in der Hand, dass nur das oberste Blatt – und zwar nur für ihn – zu sehen ist. Der Spieler links vom Geber nennt nun eine beliebige Kenngröße seiner Karte. Dabei handelt es sich meist um technische Daten, wie zum Beispiel bei einem Autoquartett die Anzahl der Zylinder, Motor-Leistung in kW (oder PS), Höchstgeschwindigkeit, maximale Drehzahl oder Beschleunigung.
Die Mitspieler nennen nun die entsprechenden Daten auf ihrer obersten Karte, und der Spieler, dessen Karte den besten Wert hat, gewinnt die obersten Karten aller Mitspieler und legt diese zuunterst zu seinem Päckchen. Meist wird der höchste Wert als der beste angesehen, bei einigen Kenngrößen der niedrigste – so gewinnt etwa bei der Beschleunigung von 0 auf 100 km/h die niedrigste Zahl an Sekunden. Bei manchen Kategorien wie dem Gewicht empfiehlt sich, vor dem Spiel einvernehmlich festzulegen, welche Karte als die bessere gilt.
Besitzen zwei oder mehr Spieler Karten mit demselben besten Wert, so legen alle Spieler ihre obersten Karten in die Mitte, und die Spieler mit dem besten Wert spielen eine Entscheidungsrunde. Der Spieler, der zuvor angesagt hat, nennt wiederum eine Kennzahl; der Sieger dieser Runde gewinnt zusätzlich zu den Karten aus der Stichrunde die Karten aus der unentschiedenen Runde.
Hat ein Spieler alle Karten verloren, so scheidet er aus, und das Spiel wird von den verbleibenden Teilnehmern fortgesetzt. Sieger ist, wer zuletzt alle Karten gewonnen hat.
Da das Spiel so unter Umständen sehr lange dauert, empfiehlt es sich, eine Zeitbegrenzung festzusetzen. Sieger ist dann, wer am Ende der vereinbarten Spieldauer die meisten Karten besitzt. Supertrumpf ist in den USA unter dem Namen Top Trumps bekannt; ein anderer Name ist Everlasting.

## Quartett-Spielkarten
Das erste Autoquartett wurde 1952 von der deutschen Firma ASS herausgegeben. Neben Autoquartetten erfreuen sich Karten mit Fahrzeugen aller Art, wie Motorrädern, Schiffen, Eisenbahnen und Flugzeugen großer Beliebtheit, da diese Karten auch für Supertrumpf verwendet werden können.

## Spielstrategie
Autoquartett gilt weniger als ein Glücksspiel als vielmehr ein Strategiespiel mit Zufallselementen. Die besten Gewinnmöglichkeiten hat die Person, die gerade die Spielrunde beginnt, da sie die für diese Runde entscheidende Fahrzeugkenngröße bestimmt. Dabei ist es von Vorteil die technischen Eigenschaften der abgebildeten Automodelle zu kennen sowie deren Bedeutung im Vergleich zu denen der anderen Fahrzeuge.
Da die Karten bis zum Feststehen des Gewinners nicht gemischt werden, besteht die strategische Herausforderung auch darin, sich einzuprägen oder zumindest zu ahnen, welche Karten die Mitspieler gerade aufweisen.